# Ctenitis pallatangana
Ctenitis pallatangana är en träjonväxtart som först beskrevs av William Jackson Hooker, och fick sitt nu gällande namn av Ren-Chang Ching. Ctenitis pallatangana ingår i släktet Ctenitis och familjen Dryopteridaceae. Inga underarter finns listade.